# Naftali Herc Imber
Naftali Herc Imber (znany też jako Naftali Cwi Imber lub Naftali Hirsz Imber; ur. 1856 w Złoczowie, zm. 8 października 1909 w Nowym Jorku) – żydowski poeta, urodzony w Austro-Węgrzech (dzisiejsza Ukraina), działacz ruchu syjonistycznego. Autor słów wiersza Hatikwa, który został hymnem państwowym Izraela.

## Życiorys

### Dzieciństwo i młodość
Naftali urodził się w 1856 roku w żydowskiej rodzinie w miejscowości Złoczów w Cesarstwie Austrii (obecnie terytorium Ukrainy). Był synem Samuela Jakuba Imbera i Ladli z domu Schwartz. Ojciec zarządzał karczmą i był szorstki w obyciu. Swojego syna traktował ostro. Oboje rodziców sprzeciwiało się ruchowi chasydzkiemu, synowi dali jednak tradycyjne religijne wychowanie. Naftali uczył się w lokalnym chederze. Nauczyciel był zdumiony jego talentem i umiejętnościami. W wieku 8 lat uczył się już u najlepszych nauczycieli w bet midrasz (normalnie uczyli się w nich chłopcy w wieku 15 lat). Gdy miał 10 lat rozpoczął studiowanie księgi Zohar. W tym samym wieku zaczął pisać swoje pierwsze wiersze. Kilka lat później napisał wiersz zatytułowany Austria, który zadedykował cesarzowi Franciszkowi Józefowi na stulecie przyłączenia Bukowiny do Monarchii Habsburgów. W uznaniu otrzymał od cesarza nagrodę pieniężną.
W 1874 roku zmarł jego ojciec. Sytuacja rodziny znacznie się wówczas pogorszyła, ponieważ Naftali miał pięcioro rodzeństwa. Gdy dodatkowo atmosfera w Złoczowie pogarszała się na skutek wzrostu nastrojów antysemickich, rodzina przeniosła się do Brodów. Młody 18-letni Imber spotkał się tam z poglądami ruchu intelektualnego Haskala. Kilku znajomych z tego ruchu poleciło Naftalego rabinowi Issachar-Barowi Lowensteinowi. Rabin rozpoznał talent młodzieńca i zaopiekował się nim, zatrudniając jako nauczyciela. Po sześciu miesiącach jego matka zaniepokoiła się zmianą jego wyglądu i stroju, którym upodobnił się do chasydów. Pod jej wpływem opuścił rabina i zdecydował się wyruszyć w podróż po Węgrzech, Serbii i Rumunii, gdzie w 1878 roku przez pewien czas mieszkał u rabina Mosze Waldberga w miejscowości Jassy. Napisał wówczas dwa pierwsze wersety piosenki Nasza Nadzieja (hebr. תִּקְוָתֵנוּ, Tikwatenu).

### Działalność literacka
W 1881 roku Imber zamieszkał w stolicy Imperium Osmańskiego, Konstantynopolu. W tym czasie zaprzyjaźnił się z brytyjskim dyplomatą i podróżnikiem, sir Laurence’em Olifantem. W listopadzie 1882 roku razem z Olifantem i jego żoną przyjechał do Palestyny. Został osobistym sekretarzem i tłumaczem Olifanta. Uczył ich oboje języka hebrajskiego, a samemu poznawał język angielski. Mieszkali w wynajętej willi w Niemieckiej Kolonii w Hajfie, a upalne lato spędzali w pobliskiej wiosce Dalijat al-Karmil. W okresie tym Imber zwiedził żydowskie kolonie Riszon le-Cijjon, Zichron Ja’akow, Gederę, Rosz Pinę, Petach Tikwa i inne. Pisał optymistyczne piosenki dla pionierów. Niektóre z nich zyskały dużą popularność i były śpiewane przez osadników w całym kraju. Latem 1883 roku zaczął publikować swoje wiersze, artykuły i satyry w hebrajskim czasopiśmie „He-Chawacelet” (hebr. החבצלת), a następnie w „Ha-Cwi” (hebr. הצבי). Gdy w 1884 roku przebywał w Jerozolimie, rozchorował się. W czasie rekonwalescencji wynajął na trzy miesiące pokój w kolonii Riszon le-Cijjon i zapoznał się bardzo dokładnie z położeniem pionierów. W efekcie oskarżył barona Edmonda Jamesa de Rothschilda o lekceważącą postawę wobec osadników. W swoich artykułach wyraził także gniew na biurokrację i przestępstwa popełniane przez urzędników. Doszło wówczas do kontrowersji między nim a poetą Eliezerem ben Jehudą. W międzyczasie Imber na krótki czas otworzył sklep w Hajfie. W 1885 roku odbył podróż do Egiptu. Z powodu jaglicy był przez dwa miesiące w szpitalu, po czym na wieść o śmierci Alice Olifant (żony sir Laurence’a) powrócił do Palestyny. Olifant postanowił wówczas powrócić do Anglii. Jego wylot pozostawił Imbera bez wsparcia finansowego. Usiłował utrzymać się publikując w gazecie „He-Chawacelet” swoje wrażenia z wizyty w Egipcie – Podróż do Egiptu.
W 1886 roku wydał w Jerozolimie swój pierwszy tom poezji zatytułowany Gwiazda poranna (hebr. ברקאי, Barkai). W zbiorze tym znajdował się wiersz zatytułowany Nasza nadzieja, którego pierwsza wersja powstała już w 1878 roku w Rumunii. Kilka lat później wiersz został przyjęty jako hymn ruchu syjonistycznego Chowewej Syjon. Podczas Pierwszego Kongresu Syjonistycznego w Bazylei w 1897 roku pieśń ta stała się hymnem Światowej Organizacji Syjonistycznej. Muzykę, opartą na motywach melodii ludowej, ułożył Samuel Cohen, imigrant z Mołdawii. Później słowa pieśni zmodyfikowali osadnicy z Riszon le-Cijjon. Gdy w 1948 roku proklamowano powstanie państwa Izrael, pieśń Hatikwa została hymnem państwowym.
W marcu 1887 roku Imber opuścił Palestynę i udał się do Europy. Przez krótki czas mieszkał w Berlinie i Paryżu, po czym wyjechał do Indii. Następnie zamieszkał w Londynie, gdzie zaprzyjaźnił się z pisarzem Israelem Zangwillem. Był on jednym ze współzałożycieli ruchu syjonistycznego w Anglii. Imbir publikował tam swoje artykuły i wiersze w żydowskiej ultraortodoksyjnej gazecie Standard wydawanej w języku angielskim. Gdy 23 grudnia 1888 roku zmarł sir Laurence Olifant, Imber był jednym z niewielu uczestniczących w pogrzebie. W 1892 roku Imber przeniósł się do Stanów Zjednoczonych. W okresie tym rozpoczął studia nad kabałą i Talmudem. Kiedy poczuł kryzys emocjonalny, zdecydował się na wędrówkę po kraju. Swoje wrażenia z podróży publikował w artykułach ukazujących się w języku angielskim, hebrajskim i jidysz. Jego twórczość literacka była pełna szyderstwa i wulgarnego dowcipu. Między innymi przetłumaczył na hebrajski poezję perskiego poety Omara Chajjam.
Zmarł 8 października 1909 roku w Nowym Jorku na skutek powikłań zdrowotnych przewlekłej choroby alkoholowej. W 1953 roku jego szczątki przewieziono do Izraela, i ponownie pochowano w Jerozolimie.
Był wujem poety i publicysty Samuela Jakuba Imbera.

## Dzieła
- Barkaj. Jerusalem: 1884. Brak numerów stron w książce
- Barkaj Ha-Hadasz. Zloczow: 1900. Brak numerów stron w książce
- Barkaj Ha-Szeliszi O Goel Ha-Dam. New York: 1904. Brak numerów stron w książce
- Jizkor Be’ad Ha-NiszatimVe-Ha-Nisrafim Be-Erec Ha-Damim, Erec Russia. New York: 1905. Brak numerów stron w książce
- Lach Ivrit. Philadelphia: 1907. Brak numerów stron w książce